# بيل ستيوارت (لاعب كرة قاعدة أمريكي)
بيل ستيوارت (بالإنجليزية: Bill Stuart)‏ هو لاعب كرة قاعدة أمريكي، ولد في 28 أغسطس 1873 في بوالسبورغ في الولايات المتحدة، وتوفي في 14 أكتوبر 1928 في فورت وورث في الولايات المتحدة.

## وصلات خارجية
- بيل ستيوارت (لاعب كرة قاعدة أمريكي) على موقع دوري كرة القاعدة الرئيسي (الإنجليزية)
- بيل ستيوارت (لاعب كرة قاعدة أمريكي) على موقعبيزبول رفرنس.كوم (الدوري الرئيسي) (الإنجليزية)
- بيل ستيوارت (لاعب كرة قاعدة أمريكي) على موقع مشجعي الرسوم البيانية (الإنجليزية)